# Caio Náucio Rutilo
Caio Náucio Rutilo (em latim: Gaius Nautius Rutilus) foi um político da gente Náucia nos primeiros anos da República Romana eleito cônsul por duas vezes, em 476 e em 458 a.C., com Públio Valério Publícola e Lúcio Minúcio Esquilino Augurino. Era filho de Espúrio Náucio Rutilo, cônsul em 488 a.C.

## Primeiro consulado (475 a.C.)
O consulado de 475 a.C. se iniciou a acusação lançada pelos tribunos da plebe Lúcio Cédico e Tito Estácio contra Espúrio Servílio de ter conduzido mal o exército romano na Batalha do Janículo no ano anterior. Servílio conseguiu refutar as acusações graças ao testemunho de seu colega cônsul Aulo Vergínio Tricosto Rutilo.
Públio Valério foi encarregado de liderar uma força romana contra as forças dos sabinos e etruscos que estavam acampados na cidade de Veios enquanto Caio Náucio seguiu para defender o território dos latinos, aliados de Roma, que havia sido invadido pelos volscos e équos sem uma prévia declaração de guerra.
Segundo Lívio, foi mais para reafirmar a própria predominância na Liga Latina do que por causa de algum perigo real aos latinos que os romanos levaram seus exércitos para combater os volscos. A campanha não passou de uma série de saques e devastações, uma vez que os volscos se negaram a enfrentar os romanos em uma batalha campal.
Segundo Dionísio, por outro lado, Caio Náucio, que havia esperado o resultado da batalha contra os veios antes de se afastar de Roma, retornou para devastar o território veio depois que os latinos já haviam levado a melhor sobre os volscos e équos sem a intervenção dos aliados romanos.

## Segundo consulado (458 a.C.)
Caio Náucio foi cônsul novamente em 458 a.C. com Lúcio Minúcio Esquilino Augurino segundo Dionísio. Os dois tiveram que enfrentar duas questões importantes: o processo contra Marco Volscio Fítor, contestado pela plebe, e a já antiga lex Terentilia, contestada pelos patrícios. A batalha política se deteriorou com a entrada em cena do questor Tito Quíncio Capitolino, que perseguia Volscio, o acusador de seu neto. No campo oposto, o tribuno da plebe Aulo Virgínio se destacou como o mais ferrenho defensor da Lex Terentilia.
Para estudarem a lei, foram concedidos aos cônsules dois meses de tempo, durante os quais irromperam guerras contra os sabinos e os équos.
A Caio Náucio foi confiada a guerra contra os sabinos, que levou avante com sucesso repelindo-os de volta para seu território onde provocou mais devastação do que fora infligida aos romanos.
Náucio retornou a Roma enquanto seu colega era assediado pelos équos, mas, ao contrário do que acontecia em situações análogas, não lhe foi confiado o comando do exército alistado para prestar socorro a Minúcio, que foi entregue a Cincinato, nomeado ditador. Ele conseguiu derrotar os équos na Batalha do Monte Algido, concordando com a paz somente que eles lhe entregaram seu comandante e se submeteram ao jugo romano. Os équos foram obrigados ainda a ceder aos romanos a cidade de Corbio.